# 恋愛じゃなくて結婚
『恋愛じゃなくて結婚』（れんあいじゃなくてけっこん、ハングル：연애말고결혼）は2014年7月4日から同年8月23日まで韓国・tvNで放送されたテレビドラマ。全16話。
ヨン・ウジン、ハン・グル、ジョン・ジンウン、ハン・ソナ、ホ・ジョンミン、ユン・ソヒが主演する韓国のテレビシリーズ  

## あらすじ
チュ・ジャンミ（ハン・グル）の恋人イ・フンドン（ホ・ジョンミン）は彼女が結婚を望んでいることに気づき、勝手に連絡を断ってしまった。フンドンを心から愛していたジャンミは納得がいかず彼の元を何度か訪ねるが別れを飲み込む。しかしそれまでの彼女の行動をストーカー行為だと判決で訴えられてしまう。一方、フンドンの友人である独身至上主義のコン・ギテ（ヨン・ウジン）は、自分の母が絶対に許さないタイプであるジャンミを自分の結婚相手として紹介することを思いつく。結婚したい女と結婚したくない男の偽装恋愛を通して、本当の幸せとは何かを問う極上のロマンティックラブコメディー。

## 登場人物

### 主要人物
- チュ・ジャンミ ：ハン・グル

　  デパートの高級ブランドの販売店員
- コン・ギテ ：ヨン・ウジン

　  整形外科病院長
- ハン・ヨルム ：チョン・ジヌン（2AM）

　  レストランBon weekendのバイト店員
- カン・セア ：ハン・ソナ

　  ファンギの元恋人で整形外科医
- イ・フンドン ：ホ・ジョンミン

　  ジャンミの元恋人でギテの友人。レストランBon weekendの社長
- ナム・ヒョニ ：ユン・ソヒ

　  ジャンミの職場の後輩店員

## オリジナルサウンドトラック

### 輸入盤
| #   | タイトル                       | 作詞 | 作曲・編曲 | アーティスト              |
| --- | ------------------------------ | ---- | ---------- | ------------------------- |
| 1.  | 「恋愛はもうやめ」             |      |            | ben                       |
| 2.  | 「Love Lane」                  |      |            | Mamamoo                   |
| 3.  | 「一日だけ」                   |      |            | ソン・ホヨン&デニー・アン |
| 4.  | 「望んで 望んで」              |      |            | キム・ナヨン              |
| 5.  | 「恋愛はもうやめ (Rock ver.)」 |      |            | ハン・グル with 2morro    |
| 6.  | 「Call my name」               |      |            | Led apple                 |
| 7.  | 「一日だけ」                   |      |            | ソン・ホヨン              |
| 8.  | 「望んで 望んで (Gtr ver.)」   |      |            |                           |
| 9.  | 「Love Lane (Inst.)」          |      |            |                           |
| 10. | 「Sugar Sugar」                |      |            |                           |
| 11. | 「Ro-Comic」                   |      |            |                           |
| 12. | 「What’s up」                  |      |            |                           |
| 13. | 「Hoon-Dong Theme」            |      |            |                           |
| 14. | 「別れ話」                     |      |            |                           |
| 15. | 「Love Knots」                 |      |            |                           |